# شو إيناغاكي
شو إيناغاكي (باليابانية: 稲垣 祥) (25 ديسمبر 1991 في نيريما في اليابان – )؛ هو لاعب كرة قدم ياباني سابق كان يلعب كلاعب وسط.

## وصلات خارجية
- شو إيناغاكي على موقع رابطة كرة القدم اليابانية للمحترفين (اليابانية)
- شو إيناغاكي على موقع إي إس بي إن إف سي (الإنجليزية)
- شو إيناغاكي على موقع قاعدة بيانات كرة القدم.إي يو (الإنجليزية)
- شو إيناغاكي على موقع ناشيونال فوتبول تيمز (الإنجليزية)
- شو إيناغاكي على موقع Soccerbase.com (لاعب) (الإنجليزية)
- شو إيناغاكي على موقع Soccerway.com (الإنجليزية)
- شو إيناغاكي على موقع عالم كرة القدم.نت (الإنجليزية)
- شو إيناغاكي على موقع كووورة